# Proechimys goeldii
Proechimys goeldii är en däggdjursart som beskrevs av Thomas 1905. Proechimys goeldii ingår i släktet Proechimys och familjen lansråttor. IUCN kategoriserar arten globalt som livskraftig. Inga underarter finns listade i Catalogue of Life.
Denna gnagare förekommer i södra Amazonområdet i Brasilien. Den når i kulliga områden 300 meter över havet. Arten vistas i regnskogar, i andra skogar och i trädgårdar.